# Analyse statistique de l'athéisme
 (février 2007).
Cet article concerne une analyse statistique de l'athéisme. Bien que les athées soient minoritaires dans la plupart des pays, leur proportion au sein des sociétés est en croissance en Europe de l’Ouest, Australie, Nouvelle-Zélande, Canada, dans d'anciens et actuels États dits socialistes comme la Chine ou la Corée du Nord et, dans une moindre mesure, aux États-Unis.
L'incrédulité ou le doute sur l'existence d'une divinité sont particulièrement répandus parmi les scientifiques, une tendance déjà marquée au début du XXe siècle, puis devenant dominante pendant le siècle. En 1914, James H. Leuba a constaté que sur 1 000 scientifiques aux États-Unis, aléatoirement choisis, 58 % ont exprimé de « l'incrédulité ou [du] doute sur l'existence de Dieu ». Les mêmes études, répétées en 1996, ont donné un pourcentage semblable de 60,7 % ; ce nombre est de 93 % parmi les membres de l'Académie nationale des sciences[réf. nécessaire]. Les expressions de l'incrédulité positive sont montées de 52 % à 72 % (voir également l'article Relation entre science et religion)[réf. nécessaire]. Déjà en 2009 aux États-Unis, un sondage de l'Association américaine pour l'avancement des sciences affirme que 51 % de scientifiques croient en une entité supérieure dont 33 % en Dieu. Selon un autre sondage, les jeunes chercheurs (moins de 34 ans) seraient de plus en plus nombreux à croire en Dieu (42 %), ou à une quelconque entité supérieure (24 %) que les plus âgés (32 % à croire en Dieu et 18 % en une entité supérieure pour les 50-64 ans, par exemple).

## En Europe et aux États-Unis

Part des personnes ayant indiqué, en 2005, ne pas croire en un quelconque « Dieu, esprit ou force de vie », dans les pays européens.

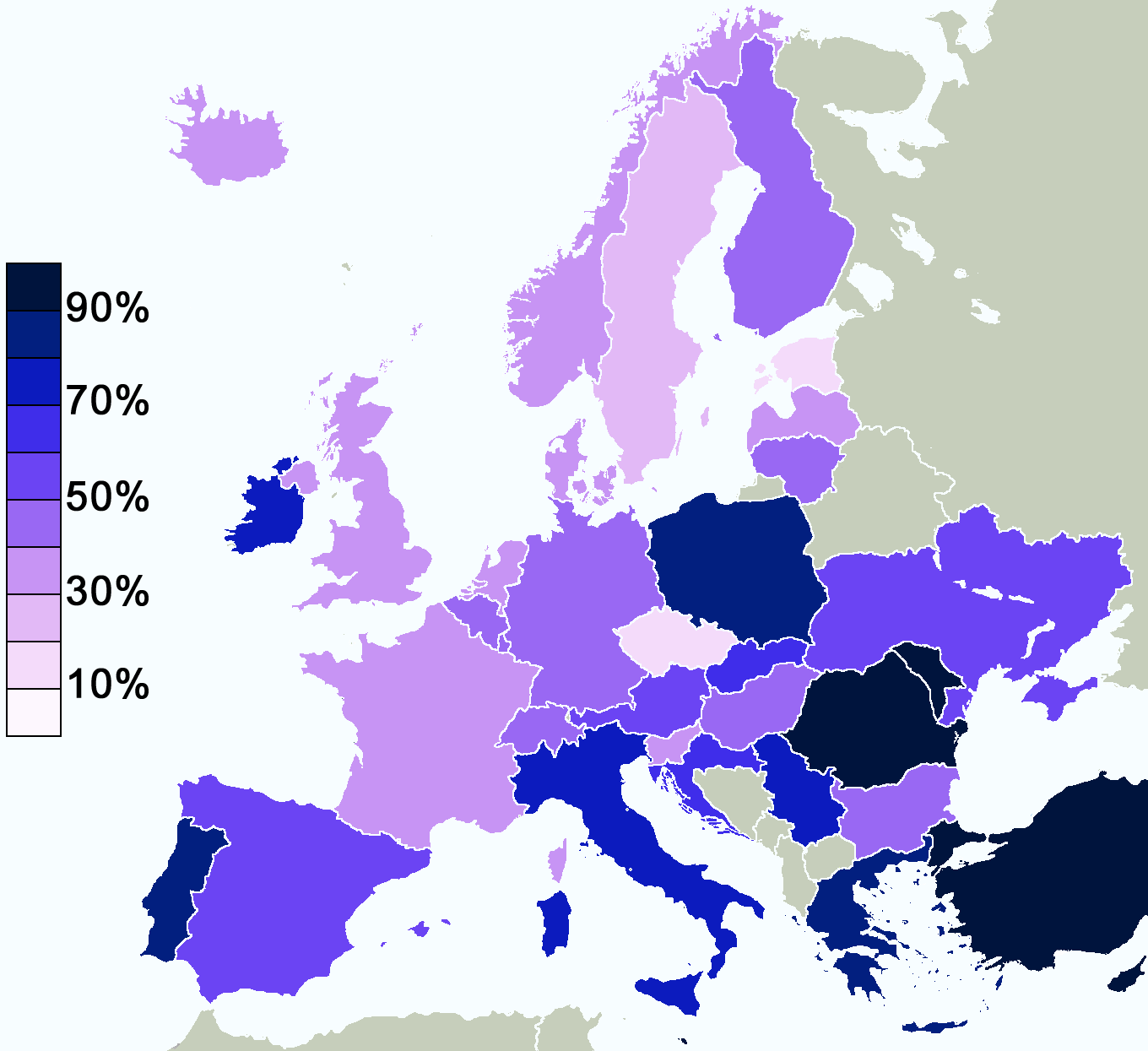
Part des personnes ayant indiqué, en 2005, croire en un Dieu, dans les pays européens.

### En Suède
Selon plusieurs études, la Suède serait le pays le plus athée du monde[réf. non conforme]. Selon Davie (1999), 85 % des Suédois ne croient pas en une divinité.

### Au Royaume-Uni
Beaucoup de Britanniques connus sont athées ou le furent de leur vivant, y compris des artistes comme Ricky Gervais, des écrivains comme Christopher Hitchens, et aussi des scientifiques et des philosophes tels que Richard Dawkins, Bertrand Russell, Godfrey Harold Hardy, et Stephen Hawking.

### En Belgique
Le volet belge de l'enquête sur les valeurs des Européens menée en 2009 donne 9,2 % d'athées et 32,6 % de personnes « sans appartenance religieuse ».
Par ailleurs, dans un tableau montrant l'évolution des croyances, le pourcentage de personnes ne croyant pas en une divinité passe de 8 % en 1981 à 21 % en 2009. Il est à noter que pour la même période, les personnes ne sachant que penser passent de 15 % à 23 % tandis que la catégorie « pas de réponse » passe de 14 % à 1 %.
En 1996, les chiffres disponibles montraient 6 % de Belges opposés à toute religion, 27 % de non-croyants et non-attachés aux traditions religieuses (baptême...), 12 % de non-croyants mais attachés aux traditions religieuses, et 1 % de non-croyants mais pratiquants.
Il est à remarquer que les catégories utilisées ne se recouvrent pas, ce qui peut expliquer la grande disparité des chiffres, parfois dans la même étude.

### En Amérique du Nord

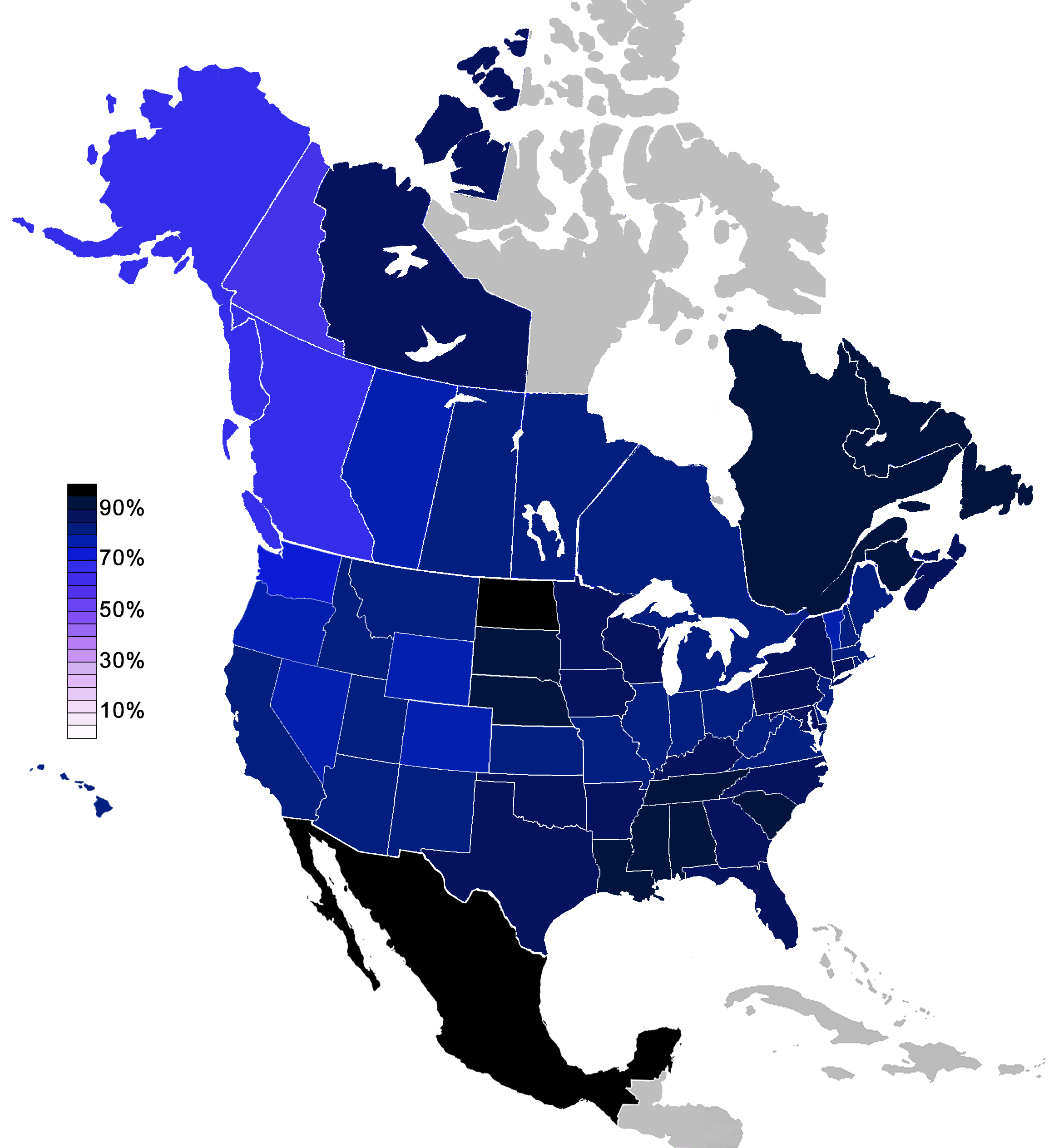
Part des personnes s'identifiant à une religion, en Amérique du Nord (études menées entre 1991 et 2001).

Les athées sont officiellement légalement protégés contre la discrimination aux États-Unis. Ils ont été parmi les avocats les plus militants de la séparation légale de l'Église et de l'État. Les cours de justice des États-Unis ont régulièrement, de façon souvent très controversée, interprété la mise en pratique de la constitution en ce qui concerne la séparation de l'Église et de l'État en tant que protection des libertés des non-croyants, de la même façon qu'elles ont interdit l'établissement d'une religion d'État. Quelques athées résument la situation légale ainsi : « la liberté religieuse signifie également l'absence de la religion »[réf. nécessaire].
Dans une affaire opposant le district de Grumet à l'école du village de Kiryas Joel, le juge Souter a écrit dans son jugement : « le gouvernement ne devrait pas préférer une religion à l'autre, ou la religion à l'irreligion »[citation nécessaire]. Un autre jugement établit que « ni un État ni des lois de circonstance ne peuvent permettre au gouvernement fédéral… de favoriser une religion ou de favoriser toutes les religions ». Ceci s'applique aux Constitutions des États aussi bien qu'au gouvernement fédéral[réf. nécessaire]. Cependant, plusieurs constitutions d'États fondent la protection des personnes contre la discrimination religieuse sur la reconnaissance de l'existence d'une déité, rendant de facto la liberté religieuse dans ces états inapplicable aux athées[réf. nécessaire]. Ces clauses constitutionnelles d'État n'ont encore jamais été appliquées. De plus, quelques constitutions d'État (notamment, l'Arkansas et la Caroline du Sud) interdisent aux athées de tenir des réunions publiques, même si beaucoup conviennent que, si elles étaient mises en pratique, ces dispositions pourraient être déclarées inconstitutionnelles en vertu de l'article six de la Constitution des États-Unis, qui interdit de telles qualifications. Des affaires concernant les droits civiques sont couramment portées devant les cours fédérales[réf. nécessaire] ; de telles dispositions d'état ont principalement une importance symbolique.
Après qu'un père a dénoncé l'expression au nom de Dieu dans le serment d'allégeance aux États-Unis, une cour d'appel a déclaré l'expression anticonstitutionnelle[réf. nécessaire]. Avant même que cette décision ne soit passée devant la Cour suprême des États-Unis, les termes litigieux ont été retirés du serment d'allégeance dans les écoles de l'Ouest des États-Unis, celles dépendantes de la juridiction où a eu lieu l'affaire. Cela a provoqué une fureur politique qui a amené le Congrès des États-Unis d'Amérique à voter des résolutions condamnant la décision, de façon presque unanime. Une très grande partie des élus composant le Sénat et la Chambre des députés, a unanimement, pris une position télévisée lors des travaux du congrès, jurant l'engagement et criant « au nom de Dieu. » La cour suprême a plus tard cassé le jugement en raison d'un vice de procédure, permettant ainsi d'enterrer l'affaire sans que soit remis en cause l'aspect constitutionnel du serment d'allégeance[Quand ?].

## Afrique
| Pays           | dates de l'étude               | Pourcentage de la population | Termes du sondage                                       | Commentaire |
| -------------- | ------------------------------ | ---------------------------- | ------------------------------------------------------- | --- |
| Cameroun       | 29 octobre au 5 novembre 2012  | 3 %                          | "Athée convaincu"                                       | étude TNSRMS commandée par WIN-Gallup International                                                                   |
| Égypte         | novembre 2013                  | 3,57 % (3 millions)          | athée                                                   | Estimation d'Al-Sabah                                                                                                 |
| Ghana          | 7 novembre au 22 novembre      | 0 %                          | "Athée convaincu"                                       | Enquête de TNS RMS Ghana                                                                                              |
| Kenya          | novembre 2014                  | 2 %                          | "Athée convaincu"                                       | étude Infinite Insight commandée par WIN-Gallup International                                                         |
| Maroc          | 8 novembre au 19 novembre 2014 | 1 %                          | "Athée convaincu"                                       | étude BJ Group commandée par WIN-Gallup International                                                                 |
| Nigeria        | 13 octobre au 9 novembre 2014  | 2 %                          | "Athée convaincu"                                       | étude Market Trends International commandée par WIN-Gallup International                                              |
| Afrique du Sud | 2 au 6 décembre 2012           | 4 %                          | "Athée convaincu"                                       | étude Topline Research Solutions (TRS) commandée par WIN-Gallup International                                         |
| Soudan du Sud  | 5 novembre au 6 décembre 2012  | 6 %                          | "Athée convaincu"                                       | étude Infinite Insight commandée par WIN-Gallup International                                                         |
| Tunisie        | - 2012 - 2013 - 2019           | - 0 % - 13 % - 31 %          | - "Athée convaincu" - "Non religieux" - "Non religieux" | - étude Emrhod International commandée par WIN-Gallup International - Enquête Arab Barometer - Enquête Arab Barometer |

## En Asie

### Corée du Sud
Ce pays pratique un recensement religieux, par auto-déclaration, et le résultat du recensement de 2015 a montré qu'une majorité de la population se déclare non-croyante : 56,1 %, contre 19,7 % de chrétiens et 15 % de bouddhistes.

## Études et statistiques
Quelques gouvernements ont fortement favorisé l'athéisme, tandis que d'autres l'ont vigoureusement condamné, l'athéisme peut être sur-rapporté ou sous-rapporté en différents pays. Il existe de nombreux débats quant à l'exactitude de n'importe quelle méthode d'évaluation, car le risque de discrimination (intentionnelle ou pas) vis-à-vis d'un système de croyance sans structure organisée est élevée. En outre, beaucoup de sondages sur l'identification religieuse demandent aux sondés de s'identifier en tant qu'agnostiques ou athées, ce qui est potentiellement source d'erreur, puisque ces deux notions sont interprétées différemment par la plupart des gens. De plus, nombre de ces études mesurent seulement le nombre de personnes irréligieuses, plus rarement le nombre d'athées réels, voire groupent les athées et les agnostiques dans un même ensemble.
Les études suivantes sont dans l'ordre chronologique, mais ont été réalisées avec différentes méthodologies, ce qui rend incertaine toute affirmation sur les tendances concernant la prédominance de l'athéisme dans tel ou tel pays. Toutefois, la corrélation des différents chiffres permet une idée assez proche de la réalité des différentes situations :
- Le rapport ARIS de 2001 a constaté que tandis que 29,5 millions d'Américains des États-Unis (14,1 %) se décrivent comme sans religion, seulement 0,4 % (902 000) se disent athées, 991 000, soit 0,5 %, se reconnaissent dans l'agnosticisme[réf. nécessaire].
- En 2001, l'office statistique tchèque a fourni des informations de recensement sur dix millions de personnes de la République tchèque : 59 % n'appartenaient à aucune religion, 32,2 % se disaient religieux, et 8,8 % n'ont pas répondu[réf. nécessaire].
- En 2002 en Russie, 32 % des individus se sont décrits comme athées, 58 % en tant que chrétiens orthodoxes russes, 42 % ont indiqué qu'ils n'avaient jamais été dans une église[réf. nécessaire].
- Un aperçu 2002[12] estime la proportion des personnes du monde qui sont séculaires, non-religieuses, agnostiques et athées comme un ensemble de 14 %.
- Dans un sondage de l'institut SocioVision, daté de décembre 2014, en France, 39 % des sondés se disent non croyants, et 14 % se rattachent à une communauté sans être croyants (53 % de non croyants).
- Un aperçu 2004 par la BBC dans 10 pays a montré que la proportion de la population qui ne croit pas en Dieu varie entre 0 % et 44 %, avec une moyenne de près de 17 % dans les pays examinés. Environ 8 % des répondants ont énoncé spécifiquement qu'ils se considèrent comme étant athées[réf. nécessaire].
- Un aperçu de 2004 par la CIA dans les évaluations de Facebook du monde : environ 12,5 % de la population du monde sont non-religieux, et environ 2,4 % sont athées[réf. nécessaire].
- En 2004, une étude du centre de recherches de Pew démontre qu'aux États-Unis, 12 % de personnes au-dessous de 30 ans et 6 % de personnes de plus de 30 ans pourraient être caractérisés comme non-religieux[réf. nécessaire].
- L'Eurobaromètre d'Eurostat établit, en 2005, que 52 % des citoyens européens ont répondu qu'ils croient qu'il y a un Dieu, tandis que 27 % ont répondu qu'ils croient qu'il y a une certaine sorte d'esprit ou de force de la vie, et 18 % qu'ils ne croient pas qu'il y ait un esprit, ni de Dieu, ni de force de la vie et les résultats varient entre différents pays.
- Un sondage de 2005 par AP/Ipsos a examiné dix pays. Des nations développées, les gens aux États-Unis ont pour la plupart une certitude au sujet de l'existence d'un dieu ou d'une puissance plus élevée (athées 4 % et 2 % d'agnostiques), alors que la France avait une majorité d'athées et d'agnostiques. Sur la question de la religion, la Corée du Sud a eu le plus grand pourcentage sans religion (41 %) tandis que l'Italie avait le plus petit (5 %)[réf. nécessaire].
- Un sondage de 2006 dans le journal norvégien Aftenposten (17 février), les habitants de la Norvège répondant à la question en quoi croyez-vous ?. 29 % ont répondu que je crois en dieu ou déité, 23 % ont répondu je crois en une puissance plus élevée sans être certain de ce que c'est, 26 % ont répondu je ne crois pas en dieu ou aux puissances plus élevées, et 22 % répondu je suis dans le doute. Selon la définition de l'athéisme, la Norvège a ainsi un taux d'athées de 26 %[réf. nécessaire]. Toujours, quelque 85 % de la population sont des membres de l'Église protestante norvégienne de Luther du fonctionnaire d'État. Ce biais est principalement dû au fait que tous les Norvégiens non-affiliés ont été automatiquement enregistrés dans cette Église à la naissance et que personne ne prend la peine de se faire radier[réf. nécessaire].
- Aux États-Unis où 5 % de la population environ ne croit pas en l'existence d'un dieu, une étude de l'université du Minnesota, parue en 2006 et conduite auprès de 2000 foyers dans le pays, fait apparaître que les athées sont la « communauté » qui inspire la plus grande méfiance, devant les musulmans ou les homosexuels[13]. Cette tendance est nettement moins prononcée sur les côtes est et ouest du pays et parmi les couches les plus éduquées de la population.
- Une enquête menée aux États-Unis en 2007 montre que 8 % des Américains sont athées, soit 24 millions d'Américains, et ce d'après un sondage Pew Forum réalisé sur 35 000 personnes entre mai et août 2007. Il indique aussi que les Américains doutant de l'existence de Dieu, agnostiques, constituent 21 % de la population, soit 63 millions de personnes, en 2007[14].

Bien que l'erreur inhérente aux sondages soit discutable, on observe au fil des sondages, pour les États-Unis, un pourcentage d'athées dans la population totale passant de 4 % en 2005, à 5 % en 2006 (+25 % en un an) et à 8 % en 2007 (+100 % en deux ans). Le sondage Pew cité dans la liste ci-dessus envisage 12 % de la population américaine non-croyante pour la prochaine génération.
La dernière enquête en date au Canada a eu lieu entre le 22 et le 26 mai 2008, et a été réalisée sur un échantillon de 1 000 personnes, par La Presse canadienne-Harris Décima. Elle indique que 23 % des Canadiens sont athées. Le pourcentage d'agnostiques s'élève à 6 %.
On peut comparer les chiffres du Canada avec ceux de 2001, qui comptaient 16,5 % d'athées dans la population. En sept ans, le nombre de non-croyants au Canada a donc augmenté de 32 %.
Une étude menée en 2005, sur le plan mondial, évalue les athées à 2,35 % et les non religieux à 12 %, c'est-à-dire les agnostiques, ceux qui ne savent pas si dieu existe. La somme des athées et des agnostiques s’élèveraient donc à 14 %, contre 86 % de croyants, religieux ou spiritualistes (BRYCES Steve, Worldwide Adherents of All Religions, Mid-2005', Encyclopaedia Britanica).
Une autre étude menée en 2010, considère que « le nombre de chrétiens dans le monde croit de manière constante. Sur les 6,9 milliards (Mds) d’habitants, il y a 2,2 Mds de chrétiens (dont 50 % de catholiques, 37 % de protestants et 12 % d’orthodoxes ».), 1,6 Mds de musulmans (23 %), 1 Mds d’hindous (15 %), près de 500 millions de bouddhistes (7 %) et 14 millions de juifs (0,2 %), soit 5,3 milliards de croyants, soit 76 % de la population mondiale (PEW RESEARCH CENTER, The Global Religious Landscape, A Report on the Size and Distribution of the World’s Major Religious Groups as of 2010, 2010). On observe une différence de 10 % entre ces deux études. On peut donc supposer que les croyants se situent autour de 80 %, soit 1 personne sur 5 et 20 % d’athées ou d’agnostiques, dont  seulement 2,35 % d’athées . Selon l’étude de l’institut Gallup de 2012, en France, les athées représentent 26 % de la population. La nation la plus athée est la Chine, avec 47 % d’athées. C’est le résultat de décennies du communisme antireligieux.
Phil Zuckerman, professeur de sociologie a établi un classement des pays comportant le plus d'athées en 2007.
Un sondage international sur la religiosité et l'athéisme a été réalisé par Win Gallup International, publié en 2012.
Baruch A. Shalev a étudié la répartition statistique des convictions religieuses des 654 personnes couronnées par le prix Nobel entre 1901 et 2000, notamment la proportion d'athées, d'agnostiques ou de libres penseurs. Ces trois groupes réunis représentent 4,7 % des effectifs en physique, 7,1 % en chimie, 26,2 % en médecine et 35 % en littérature.